# Przywilej korzyści
Przywilej korzyści – zasada w piłce nożnej nakazująca sędziemu nieprzerywanie gry po faulu lub ręce, gdy drużyna faulowana utrzymuje się przy piłce lub jest w korzystniejszej sytuacji niż przeciwnik.
Według IFAB ( The International Football Association Board) - sędzia nie przerywa gry, gdy drużyna, której przeciwnicy popełnili przewinienie, odniesie dzięki temu korzyść, i ukarze pierwotne przewinienie, jeżeli przewidywana korzyść nie rozwinie się w tym czasie lub w ciągu kilku sekund. 